# Láday István (jogász)
Láday István (olykor Ládai) (Kecskemét, 1873. május 14. – Kolozsvár, 1936. április 15.) jogász, jogtudományi szakíró.

## Életútja
A kecskeméti Piarista Főgimnáziumban tett érettségit (1890), majd a budapesti egyetemen végezte a jogot (1894) és szerzett doktorátust. Bírósági gyakorlat után az Igazságügyi Minisztériumban dolgozott.
Szerkesztésében jelent meg A fiatalkorúak kriminalitása ellen való küzdelem Magyarországon (Budapest, 1905) c. dokumentumkötet és A fiatalkorúakra vonatkozó büntetőjogszabályok magyarázata (Budapest, 1911-12). A Magyarországi Tanácsköztársaság idején március 21-től április 5-ig igazságügyi népbiztoshelyettes, majd népbiztos április 5-től június 24-ig. Utóbb Romániába emigrált, Kolozsvárt telepedett le, bírósági, majd ügyvédi gyakorlatot folytatott.
Iuliu Maniu román politikus barátja és munkatársa lévén, már a Kormányzótanács jogügyi munkájában is szerepet kapott. Az Ardealul Juridic c. kolozsvári jogi folyóirat felelős szerkesztője (1921-25); az Erdélyben érvényben maradt osztrák-magyar magánjogi jogszabályok román nyelvű kiadásával, magyarázatával szerzett magának szakkörökben tekintélyt. A telekkönyvi jog (Cărțile funduare. Kolozsvár, 1923, 1927), az osztrák polgári jog (Codul civil Austriac... I-III. Kolozsvár, 1924-28), a büntetőjog (Legea XXXIII din 1896... Kolozsvár, 1925) kötetei mellett bevezetővel látta el a végrehajtási törvény Bartha Ignác és Titu Hanca által készített magyar fordítását (Kolozsvár, 1922, 1928), s fejezeteket írt I. Tanoviceanu ötkötetes büntetőjogi traktátusának 2. kiadásába (1924-27).
Az 1920-as évek végén a Semmítőszék bírájává nevezték ki, Bukarestbe költözött, a legfelső törvény előkészítő tanácsnak is tagja lett, utóbb semmítőszéki tanácselnökké lépett elő. A Házsongárdi temetőben levő monumentális síremlékét Szabó Vera készítette (1937).

## Magyar nyelvű kötetei
- Útmutatás lakásügyekben (románból fordította Parven Ervin. Kolozsvár, é.n.);
- Az új adótörvények népszerű magyarázata (Consum könyvtár 1. Kolozsvár, 1921).

## További irodalom
- Meghalt Láday István. Keleti Újság, 1936/88.